# Rezurex
Rezurex — американская группа из Лос-Анджелеса, Калифорния, играющая сайкобилли. Сначала группа называлась Lobo Negro. Вокалист группы Дэниел де Леон перед каждым выступлением загримировывает половину лица, чтобы она была похожа на скелета. 
Песня «Dia de los Muertos» вошла в  два сборника — «Give 'Em the Boot IV» лейбла Hellcat Records (9 ноября 2004) и «This Is Horrorpunk, Vol. 2» лейбла
Fiend Force Records (19 апреля 2005). Первый студийный альбом «Beyond the Grave» вышел 21 марта 2006 года на немецком лейбле Fiend Force Records. В 2008 году, на этом же лейбле был выпущен второй альбом «Psycho Radio»

## Дискография

### Альбомы
- Beyond the Grave (2006)
- Psycho Radio (2008)
- Dance Of The Dead (2011)

### Сборники
- Give 'Em the Boot IV (2004; песня «Dia de los Muertos»)
- This Is Horrorpunk, Vol. 2 (2005; песня «Dia de los Muertos»)

## Состав
- Дэниел де Леон (Daniel deLeon) — вокал, гитара
- Мэнни (Manny) — гитара
- K.R.O. — контрабас
- Бен 9000 (Ben 9000) — ударные